# 雷州市博物馆
20°54′46″N 110°05′18″E / 20.91278°N 110.08833°E
雷州市博物馆位于中国广东省雷州市，是国家三级博物馆。

## 历史
博物馆旧址设在三元塔公园内，1983年2月成立，1986年开馆，馆名“雷州市博物馆”由胡绳题写。2009年位于西湖大道南湖畔的新馆落成并投入使用，新馆设有“历史沿革”、“民俗风情”、“石狗奇观”、“历代陶瓷”、“古今书画”及“纪念雷州改革开放30周年美术、书法、摄影”等专题展厅。
- 西北面
- 北面（正门）
- 大厅